# Rendsburg
Rendsburg település Németországban, Schleswig-Holstein tartományban. Lakosainak száma 30 545 fő (2023. december 31.).

## Fekvése
Tönningtől keletre, Schleswig északi és Holstein déli határán, az Eider és a Kieli-csatorna partján, a B202-es út mellett fekvő település.

## Története

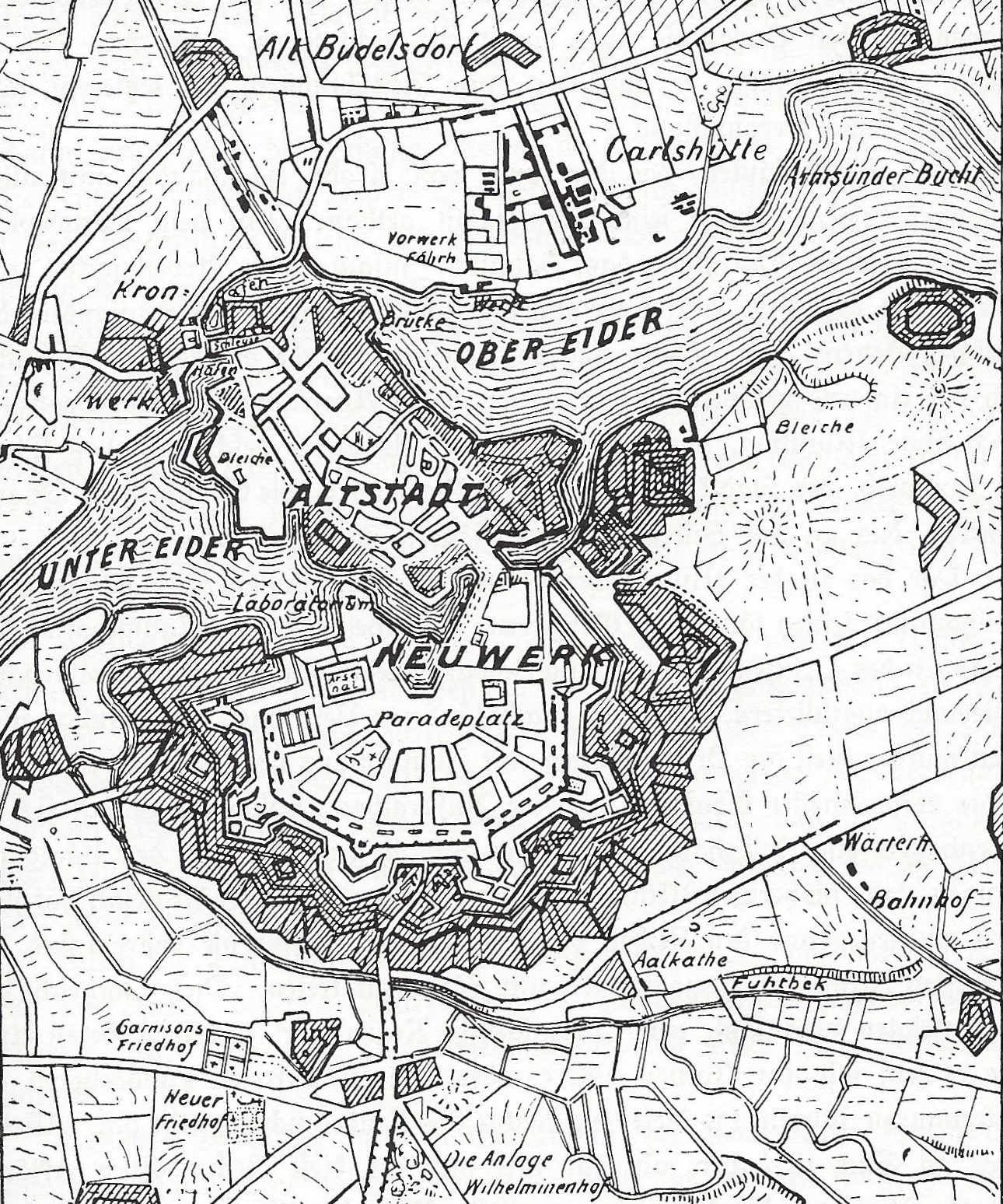

Nevét a régi írások a 12. században említették először, mint Reynoldsburg-ot. Kedvező stratégiai fekvése miatt a 16. században erőddé építették ki. Gazdasági fellendülése a dán VII. Krisztián uralkodása idejétől, 1784-től az Eider-csatorna megnyitásától számítható. Az akkori világ leghosszabb mesterséges víziútja az Eider csatorna és a Kieli-öböl  között húzódott. A csatorna fölött átvezető 1911-1913 között épült vasúti híd, melyet Európa egyik legnagyobb ilyen létesítményének tartanak. Teljes hosszúsága 2 és fél km, 140 méter szélesen íveli át a csatornát. Csatorna fölötti magassága 42 méter.
Rendsburg a dánok elleni felkelés idején a német helyi kormány ideiglenes székhelye lett.

## Nevezetességek
- Városháza A 16. században épült.
- Mária templom
- Rendsburgi magashíd

## Itt születtek, itt éltek
- Samuel Meiger (1532-1610), lelkész, író, szerkesztő és tudós.
- Christian Scriver (1629-1693), evangélikus teológus
- Christian von Stokken (1633-1684), költő
- Marquard Gude (1635-1689), tudós és könyvgyűjtő
- Gottlieb Heinrich von Schröter (1802-1866), a német festő és író
- Friedrich Hedde (1818-1908), német jogász és politikus
- Theodor Lehmann (1824-1862), politikus és ügyvéd
- Karl Larsen (1860-1931), dán író
- Theodor Volbehr (1862-1931) művészettörténész és múzeumigazgató
- Otto Tetens (1865-1945), tudós
- Hermann Klee (1883-1970) zeneszerző, karmester, egyetemi tanár
- Barthel Gilles (1891-1977), festő
- Karl Feldmann (1892-1963), politikus
- Gustav Kieseritzky (1893-1943), német haditengerészeti tiszt
- Hermann Böhrnsen (1900-1976), politikus

## Galéria

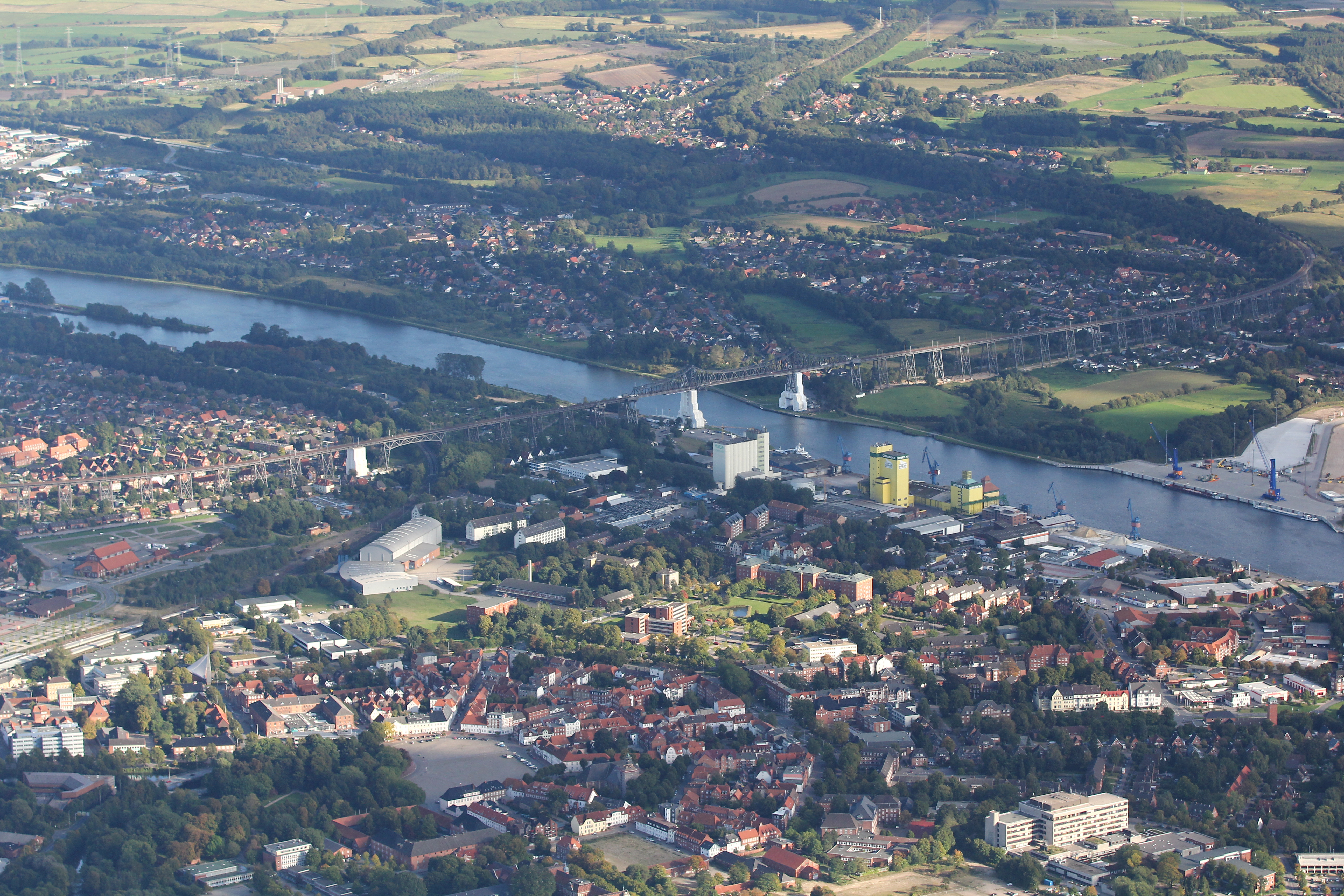
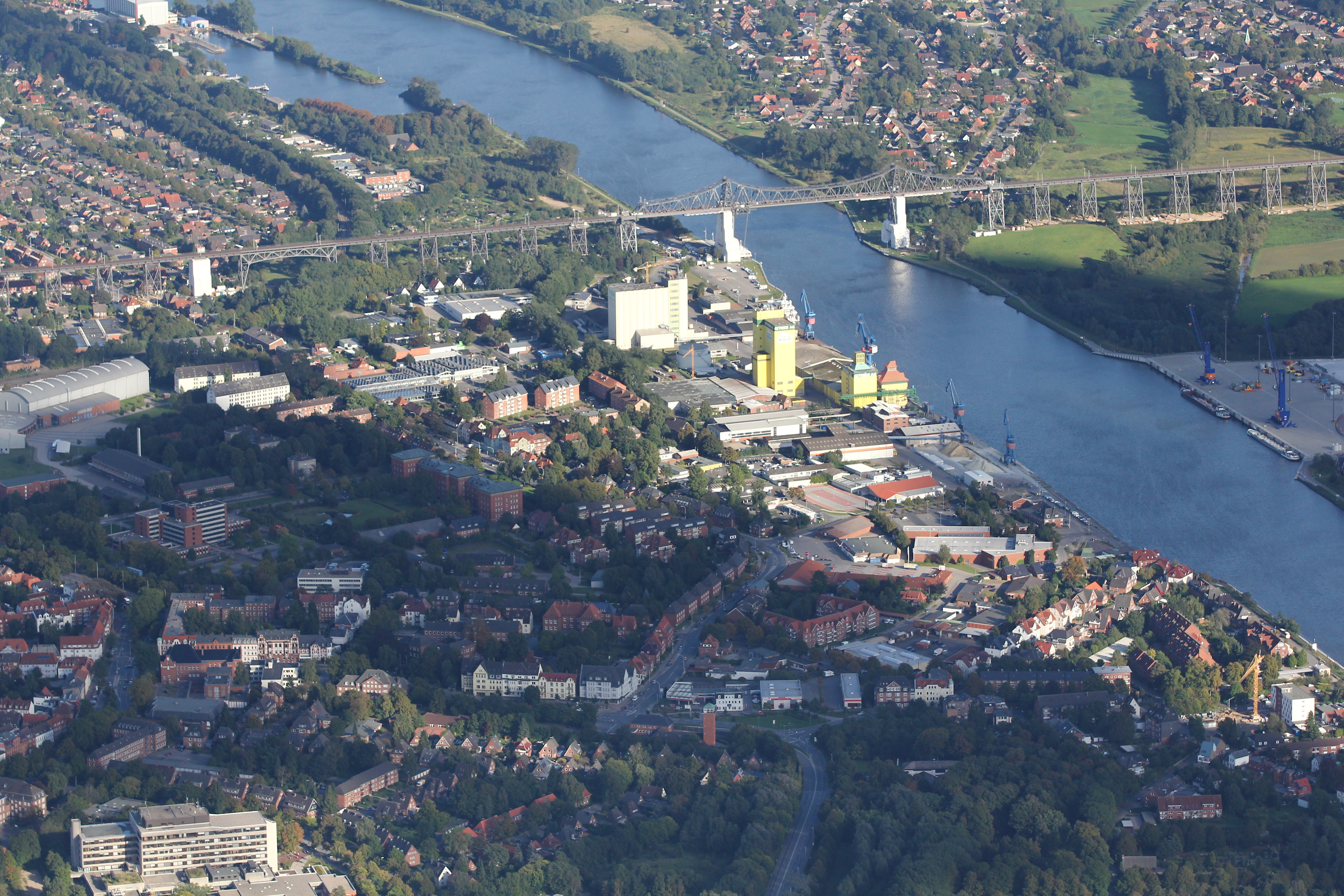
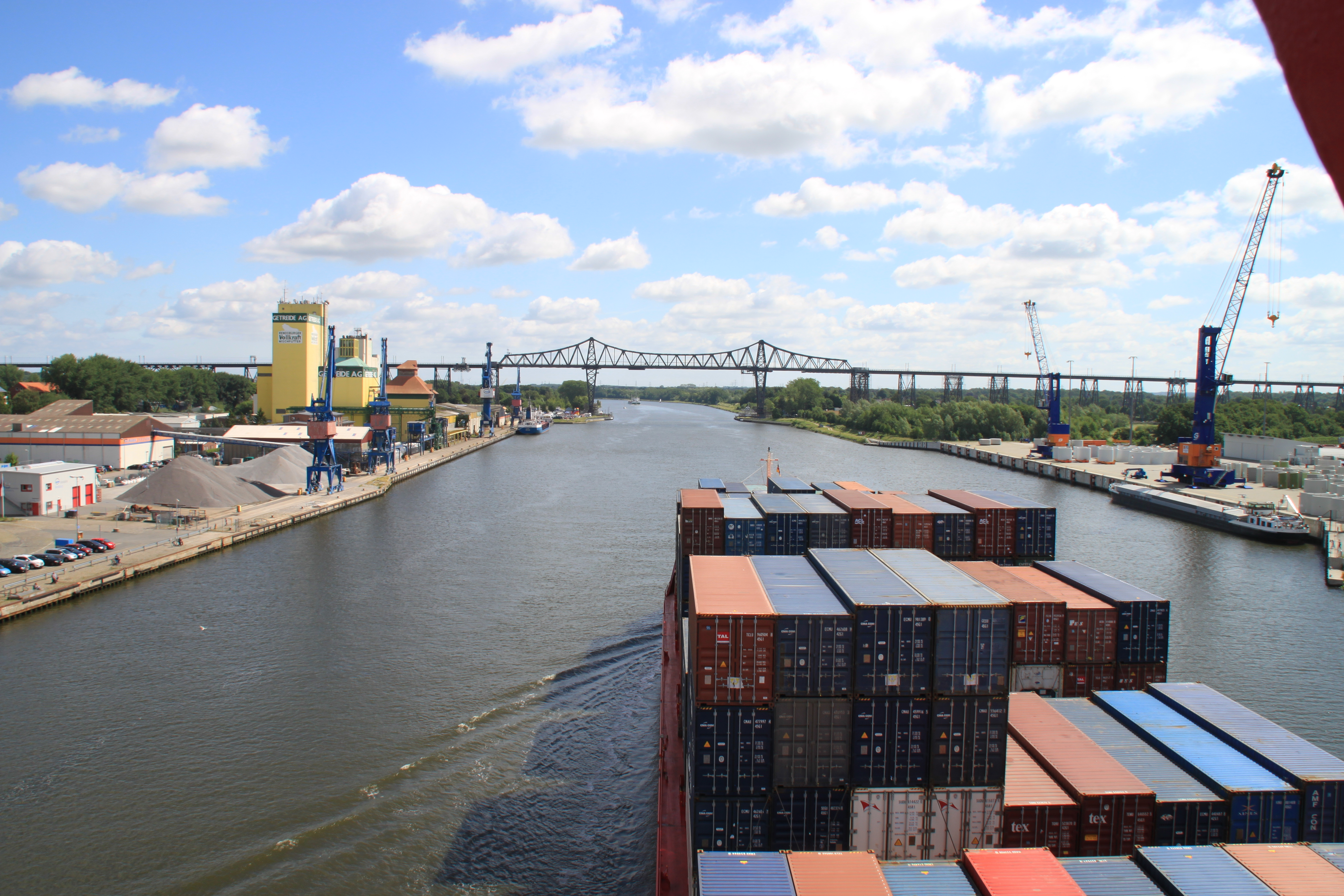
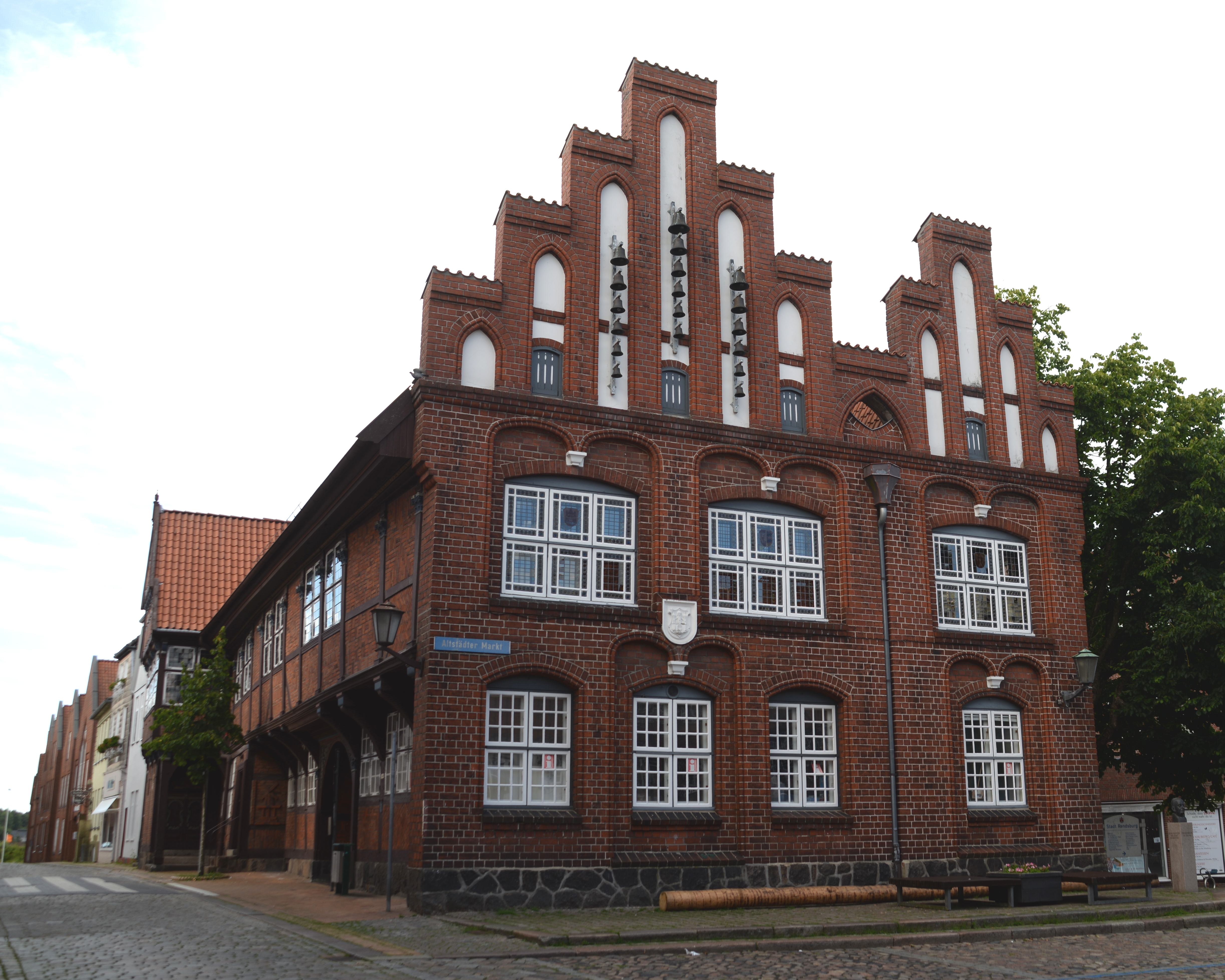
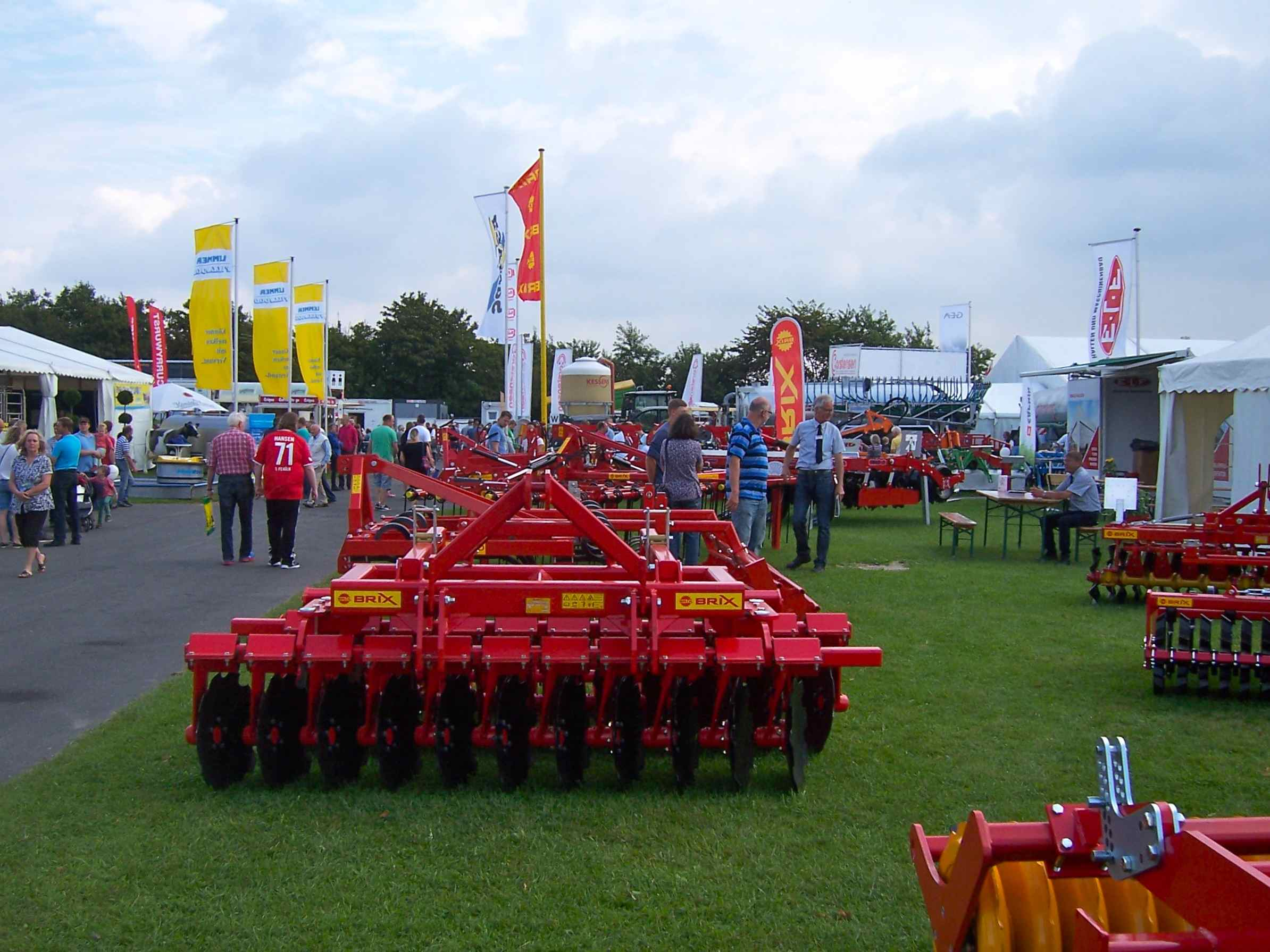
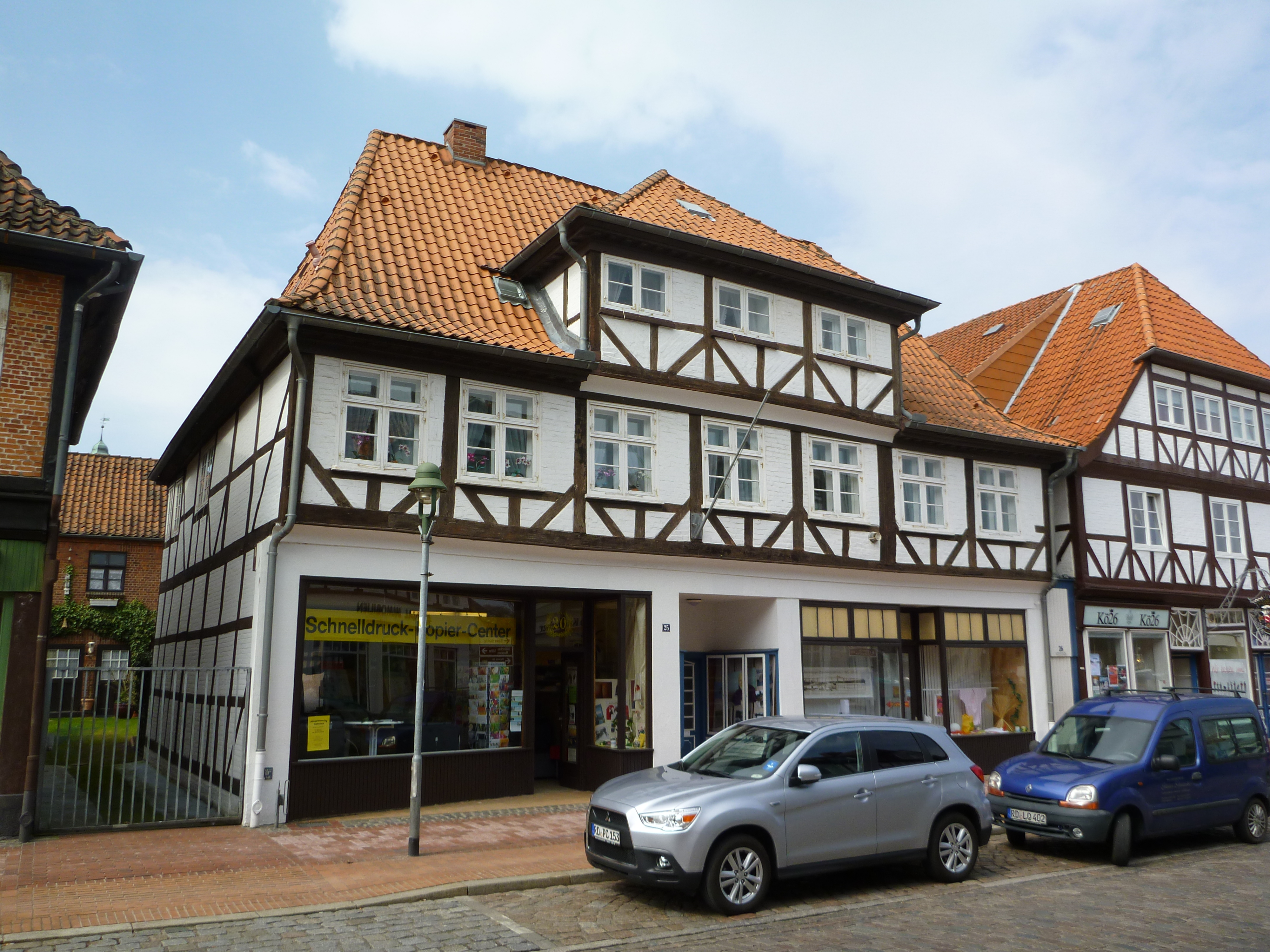
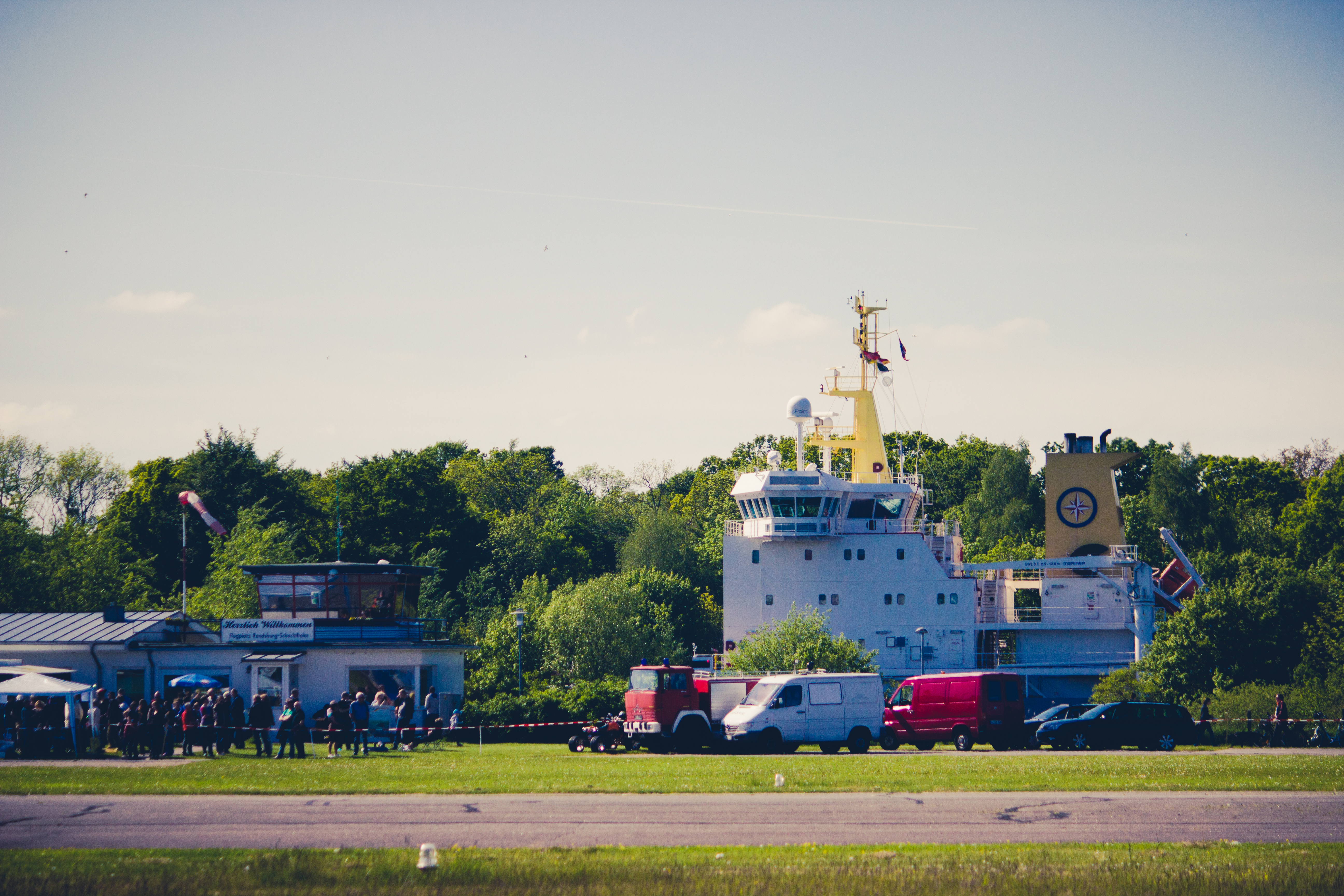
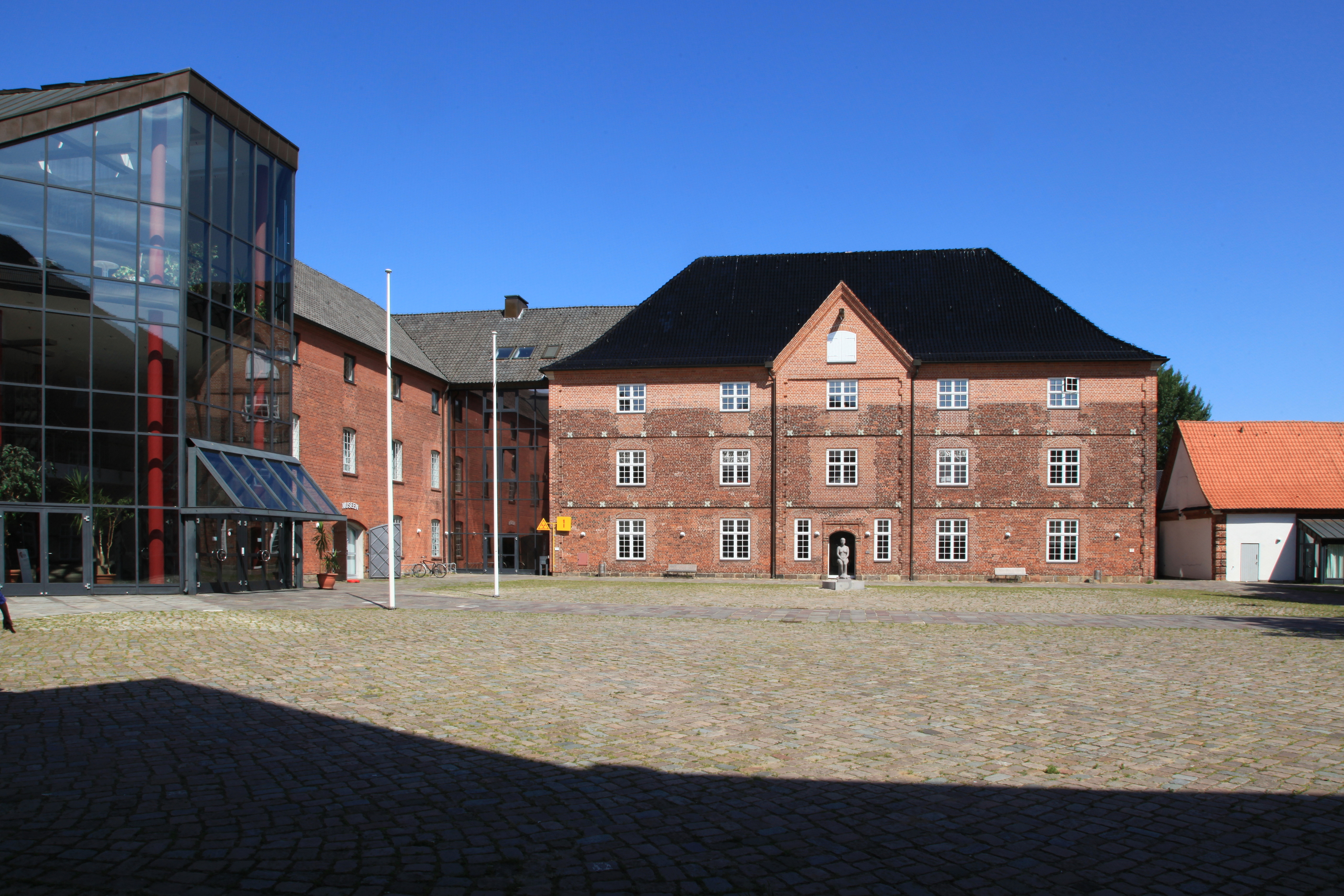